# Pick Me (bài hát)
"Pick Me" là bài hát được trình bày bởi thí sinh dự thi của Produce 101. Nó được phát hành trực tuyến trên mạng như một đĩa đơn kỹ thuật số vào ngày 17 tháng 12 năm 2015 bởi CJ E&M, cùng với video ca nhạc. Nó được công chiếu lần đầu tiên vào tập 453 trên M! Countdown vào cùng ngày. Nhóm này được giới thiệu bởi Jang Keun-suk, và 98 trong số 101 thành viên tài năng được giới thiệu trong bài hát.
"Pick Me" là một ca khúc nhạc dance điện tử, sáng tác và viết lời bởi Kim Chang-hwan dưới nghệ danh Midas-T.

## Bảng xếp hạng
| Bảng xếp hạng      | Vị trí cao nhất | Doanh thu |
| ------------------ | --------------- | --------- |
| Gaon Digital Chart | 9               | 726,804+  |